# 오록충종
오록충종(五鹿充宗, ? ~ ?)은 전한 후기의 학자이자 관료로, 자는 군맹(君孟)이다. 천쯔(陳直)는 1930년 화이안현에서 발굴된 오록충묘(五鹿充墓)의 주인인 오록 충(五鹿充)과 동일인물일 가능성을 주장하였는데, 이에 따를 경우 오록충종은 대군 마성현(馬城縣) 출신으로 비정된다.

## 생애
양구림의 밑에서 《역경》을 익혔다.
중서령(中書令) 석현과 친분이 있어 상서령이 되었는데, 오록충종과 중서복야(中書僕射) 뇌량(牢梁)이 지위를 얻은 것을 두고 세간에서는
| “ | 뇌여, 석이여, 오록의 손님이여. 도장은 왜 그리 많은가? 인끈은 왜 그리 긴가? | ” |

라고 노래하였다.
역시 역경을 배운 경방이 원제에게 임용되려 하자, 경방이 석현 등을 축출하려 한 것을 염두에 석현과 함께 그를 쫓아냈다.
건소 5년(기원전 38년), 소부가 되었다.
원제는 양구역(梁丘易)을 좋아하여 역경을 배운 학자들로 하여금 소부 오록충종과 함께 토론케 하여 고찰하려 하였다. 오록충종의 권세와 교묘한 변설 때문에 학자들은 대항하려 하지 않았고, 병을 핑계로 나아가지 않았다. 그러나 주운은 당당히 오록충종과 토론하여 이겼고, 학자들은 이를 가리켜 "오록의 긴 뿔을 주운이 꺾었다"라고 하였다.
원제가 승하하고 성제가 즉위하였다. 석현은 실각하였고, 오록충종 또한 현도태수로 좌천되었다. 석현과 같은 파벌이었던 이가(伊嘉)는 안문도위(雁門都尉)가 되었고, 뇌량과 진순(陳順)은 파면되었다. 이를 두고 세간에서는
| “ | 이는 안문으로, 녹은 현도로. 뇌와 진은 쓸모가 없어 내쳐졌구나. | ” |

라고 노래하였다.
제자로 사손장·등팽조·형함·풍상을 두었다.

### 일화
오록충종은 또 미성자(彌成子)의 밑에서도 수학하였다. 미성자는 젊을 때 누군가에게서 문자를 새긴 돌을 받았는데, 크기가 달걀과도 같았다. 미성자는 돌을 삼켜 학문을 크게 깨쳤고, 천하에서 통유(通儒)라고 일컬어졌다. 훗날 미성자는 병이 들었고, 돌을 토해내어 오록충종에게 주었다. 돌을 받아 삼킨 오록충종은 학문을 깨쳤다.

## 출전
- 반고, 《한서》 
  -  권19하 백관공경표 下.
  -  권67 양호주매운전.
  -  권88 유림전.
- 사마광, 《자치통감》 권29·권30
- 호삼성, 《자치통감음주》 권29·권30